# Ист Гелнвил (Њујорк)
Ист Гелнвил (енгл. East Glenville) насељено је место без административног статуса у америчкој савезној држави Њујорк.

## Демографија
По попису из 2010. године број становника је 6.616, што је 552 (9,1%) становника више него 2000. године.
| Група             | 2000.         | 2010.         |
| Белци             | 5.832 (96,2%) | 6.159 (93,1%) |
| Афроамериканци    | 62 (1,0%)     | 55 (0,8%)     |
| Азијати           | 65 (1,1%)     | 199 (3,0%)    |
| Хиспаноамериканци | 73 (1,2%)     | 129 (1,9%)    |
| Укупно            | 6.064         | 6.616         |